# Diadoxus
Diadoxus es un género de escarabajos de la familia Buprestidae.

## Especies
- Diadoxus erythrurus (White, 1846)
- Diadoxus juengi Blackburn, 1899
- Diadoxus regius Peterson, 1991